# Квантова механика
Квантовата механика е фундаментална физична теория, раздел от теоретичната физика, описващ поведението на елементарните частици и физичните явления, съпоставими по големина с константата на Планк. В микросвета квантовата механика замества класическата механика на Нютон и теорията на електромагнетизма, защото те не съумяват да обяснят наблюдаваните явления на атомно и субатомно ниво: предсказанията им се отличават съществено от предсказанията на квантовата механика. Като правило квантовите ефекти се наблюдават само при микроскопични мащаби, а класическата механика е валидна при макроскопични мащаби. Квантовата механика успешно описва и обяснява основните свойства и поведението на атомите, молекулите, йоните, кондензираните среди, електроните и фотоните. На свой ред квантовата механика представлява нерелативистко приближение на квантовата теория на полето.
Квантовата механика работи със следните основни понятия: състояние, уравнение на Шрьодингер, уравнение на фон Нойман, уравнение на Хайзенберг и уравнение на Паули. Те са свързани с различни раздели на математиката – теория на вероятностите, функционален анализ, векторен анализ, теория на групите и други.
Математическата функция, наречена вълнова функция, предоставя информация за вероятността на местоположението, скоростта и други физични свойства на частиците. Математическите действия с вълновата функция обикновено изискват разбиране на комплексните числа и линейните функционали. Тази функция третира обекта като квантов хармоничен осцилатор, което математически е равносилно на описанието на акустичен резонанс. Квантовата механика дава възможност за много по-динамични, хаотични възможности.
Най-ранните версии на квантовата механика са формулирани през първото десетилетие на XX век. По същото време корпускулярната теория на светлината и атомната теория (актуализирани от Айнщайн) за пръв път са широко приети като научен факт. Основите на квантовата механика са формулирани по нов начин в средата на 1920 година от Вернер Хайзенберг, Макс Борн, Волфганг Паули и техните сътрудници, а тълкуването на Нилс Бор в Копенхаген се приема повсеместно. До 1930 г. квантовата механика се обогатява допълнително с работите на Пол Дирак и Джон фон Нойман, като се акцентира на измерването, статистическия характер на нашето знание за действителността и философските разсъждения за ролята на наблюдателя. В средата и края на XX век се появяват много нови дисциплини, основани на квантовата механика – квантова химия, квантова електроника, квантова оптика и други.

## История
Историята на квантовата механика води началото си още от 1838 година, когато Майкъл Фарадей открива катодните лъчи. Следват няколко важни открития, които поставят основите на квантовата механика. През 1859 година Густав Кирхоф формулира законите за излъчване на абсолютно черно тяло; през 1877 г. Лудвиг Болцман изказва предположението, че енергетичните нива на дадена физична система могат да бъдат дискретни. През 1887 година Хайнрих Херц открива фотоелектричния ефект, а през 1900 година Макс Планк формулира квантовата хипотеза, че всяка енергия може да се поглъща или отделя само във вид на малки порции, наречени кванти, имащи енергия ε, пропорционална на честотата ν с коефициент на пропорционалност, който е универсална константа:
{\displaystyle \varepsilon =h\nu \ },
където {\displaystyle h=6{,}626070040(81)\cdot 10^{-34}\mathrm {J.s} } е константата на Планк.
Според самия Планк това равенство е само един аспект на поглъщането и излъчването на лъчения и няма общо с начина на съществуване на самата енергия. Малко по-късно, през 1905 година, изследвайки фотоелектричния ефект, открит от Херц преди това, Алберт Айнщайн стига до извода в съответствие с квантовата хипотеза, че светлината представлява поток от отделни кванти, които впоследствие, в 1926 година, са наречени фотони. Фотоелектричният ефект се наблюдава, когато някои материали, предимно метали, се осветят със светлина с определена дължина на вълната. Светлината избива електрони от материала, стига нейните кванти (фотоните) да имат достатъчно енергия, за да преодолеят силата, с която веществото задържа електроните. Това минимално количество енергия се нарича отделителна работа.
Терминът квантова механика е използван за първи път от Макс Борн през 1924 година в неговия труд Zur Quantenmechanik („За квантовата механика“).
Други експерименти от началото на XX век доказват, че класическата механика и класическата електродинамика не са в състояние да обяснят свойствата на атомите, молекулите и елементарните частици – електрони, протоните и неутроните. Класическата теория не може да обясни взаимодействието на частиците с електромагнитното излъчване. Например при опитите на Франк и Херц (1913 г.) енергията, която характеризира състоянието на отделните атоми, има дискретен спектър, т.е. атомите могат да имат не произволни, а само точно определени стойности на енергията. Съгласно с експеримента на Щерн—Герлах (1922 г.) дискретни стойности притежават и величините магнитен момент и момент на импулса на атомите.
Основите на квантовата механика са положени през първата половина на XX век от Макс Планк, Нилс Бор, Вернер Хайзенберг, Луи дьо Бройл, Артър Комптън, Алберт Айнщайн, Ервин Шрьодингер, Макс Борн, Джон фон Нойман, Пол Дирак, Енрико Ферми, Волфганг Паули, Давид Хилберт, Вилхелм Вин, Сатиендра Нат Бозе, Арнолд Зомерфелд и др. В средата на 20-те години на XX век квантовата механика става основа на атомната физика. През лятото на 1925 г. Нилс Бор и Вернер Хайзенберг публикуват резултати, които приключват с т.нар. стара квантова теория (полукласически начин на работа с квантовите обекти). От простия постулат на Айнщайн (за който той получава и Нобелова награда) се раждат вълнения, дебати, теоретизиране и експерименти, в резултат на което възниква нова област във физиката, а именно квантовата физика. Нейното по-широко приемане се осъществява на Петата Солвейска конференция през 1927 г.
Другата насока, която води до квантовата механика, е изучаването на електромагнитните вълни, например видимата светлина. След като Макс Планк установява през 1900 г., че енергията на вълните може да бъде описана като състояща се от малки пакети (кванти), Алберт Айнщайн доразвива тази идея и показва, че една електромагнитна вълна може да бъде описана като частица (по-късно наречена фотон), чиято енергия зависи от честотата на вълната. Това разбиране – че микрообектите проявяват свойства и на частици, и на вълни – се нарича корпускулярно-вълнов дуализъм.
За да обясни структурата на атома, през 1913 г. Нилс Бор предполага съществуването на стационарни състояния на електрона, в които енергията може да приема само дискретни стойности. Този подход, разработен от Арнолд Зомерфелд и други физици, често се споменава като стара квантова теория (1900 – 1924 г.). Отличителна черта на старата квантова теория е съчетанието на класическата теория (например идеята за траектория) с допълнителни допускания (за квантуване на някои величини).
През 1923 г. Луи дьо Бройл изказва идеята за двойствената природа на материята въз основа на предположението, че материалните частици имат и вълнови свойства, неразривно свързани с масата и енергията. Движението на частицата се описва като разпространение на вълна. Тази теория получава експериментално потвърждение през 1927 г., когато е открита дифракцията на електрони в кристали. Въз основа на тази идея през 1926 г. Шрьодингер развива вълновата механика.
Съотношението на Хайзенберг за неопределеност може да се формулира най-просто така: колкото по-точно познаваме координатата на една частица, толкова по-неопределена е нейната скорост. В частност това важи за електроните в атома: ние описваме не къде, а с каква вероятност може да бъде намерен електронът на едно или друго място около ядрото. Областта, в която електронът се намира с най-голяма вероятност, се нарича „електронен облак“. Ако се опитаме да локализираме електрона с по-голяма точност, то увеличаваме неопределеността на скоростта му. Оказва се, че произведението на тези две неопределености не може да е по-малко от някаква минимална стойност, която се изразява чрез константата на Планк. С аналогично съотношение са свързани и някои други характеристики на микрочастиците, например енергията и времето. Такива двойки величини се наричат спрегнати; за тях е характерно, че колкото по-точно измерваме едната величина, толкова по-неточно познаваме стойността на нейната спрегната величина.
Математическият израз на това явление се нарича съотношение за неопределеност. Формулиран е през 1926 година от Вернер Хайзенберг:
{\displaystyle \Delta x\cdot \Delta p\geq {\frac {h}{4\pi }}={\frac {\hbar }{2}}},
където:
{\displaystyle h=6{,}626070040(81)\cdot 10^{-34}\mathrm {J.s} } е константата на Планк;
{\displaystyle \hbar ={h \over {2\pi }}} е константата на Дирак, наричана още редуцирана константа на Планк;
{\displaystyle \pi } е числото пи – отношението на дължината на окръжността към нейния диаметър.
Съотношението на неопределеност е най-известният представител от групата на функции на неопределеност, които са в основата на съвременната физика.
Развитието и формирането на основите на квантовата механика все още продължава. То е свързано например с проучвания на отворени и дисипативни квантови системи, квантова информация, квантов хаос и т.н. В допълнение, най-важната част на квантовата теория е квантовата теория на полето.
Потвърждението на хипотезата на дьо Бройл е повратна точка в развитието на квантовата механика. Точно както ефектът на Комптън показва корпускулярната природа на светлината, експериментът на Клинтън Дейвисън – Лестър Джърмър потвърждава неделимото съвместно съществуване с вълна, с други думи – присъщата на корпускулярната материя и характеристика на вълна. Така се формира корпускулярно-вълновият дуализъм.

## Някои основни понятия

### Наблюдение на микрочастиците (ефект на наблюдателя)
Теоретичната основа на концепцията за измерването в квантовата механика е спорен въпрос, дълбоко свързан с много интерпретации на квантовата механика. Всяко взаимодействие, следователно и наблюдаването, въздейства върху наблюдаемия обект, променя свойствата му. Не е възможно това въздействие да се направи пренебрежимо малко. Основната тема е тази на колапса на вълновата функция, за която някои интерпретации твърдят, че самото наблюдение променя като цяло нестационарни състояния в стационарно състояние, което не се развива. Принципът на суперпозицията (ψ = Σanψn) на квантовата физика твърди, че за вълновата функция ψ, измерването ще даде състояние на квантовата система на една от m-те възможни собствени стойности fn, n = 1,2... m на оператора {\displaystyle {\hat {F}}}, който е част от ψn, n=1,2,...n. След като сме измерили системата, знаем сегашното състояние и това не дава възможност системата да бъде в едно от другите състояния. Това означава, че видът измерване, което правим, засяга крайното състояние на системата. Една експериментално изследвана ситуация, свързана с това е квантовият ефект на Зенон, при който квантовото състояние ще се разпадне, ако е оставено само на себе си, но няма да се разпадне ако е подложено на непрекъснато наблюдение.
Принципът на неопределеността често се бърка с ефекта на наблюдателя, явно дори и от неговия инициатор, Вернер Хайзенберг. Принципът на неопределеността в стандартната си форма всъщност описва как може да се измери точно и акуратно положението и импулса на частиците по едно и също време – ако се съсредоточим върху точността при измерването на едното количество, ще сме принудени да загубим точността при измерване на другото.

### Квантуване
Идеята за квант пръв въвежда Макс Планк на 14 декември 1900 година когато докладва своята теория пред Германското физично дружество. Там той обяснява спектъра на излъчване на абсолютно черно тяло. В доклада си Планк развива математическата идея за елементарно количество – „порция“ – енергия наречена квант. През 1913 година Нилс Бор използва идеята, за да обясни факта, че електронът в атома не излъчва, освен ако не му се въздейства отвън. Бор въвежда т. нар. „стационарни орбити“ на електрона, чрез процедурата на квантуване на енергията им.
Важно свойство на микрочастицата е, че тя невинаги може да се намира в произволно състояние. В частност, ако някакви сили я задържат в приблизително локализирано състояние, то състоянията на частицата са квантувани. Тоест, частицата може да има само някакъв дискретен брой стойности на енергията в полето, което я задържа. Това е кардинално различие от класическата механика. Там стойностите на енергията на частицата са непрекъснати. Най-важното практическо следствие от това е, че спектърът на излъчване на атомите се състои от отделни линии, а не е непрекъснат.

### Нужда от теорията
Експериментално е установено, че свързаните електрони и другите елементарни частици се държат не като точки, а като неголеми „облачета“. Но тези облачета са неделими, облачето на електрона не може да се раздели на части. Тоест, ако искаме експериментално да изясним, къде точно се намира електронът, не е възможен отговор „Част от електрона е тук, другата част – там“. Отговорът е: електронът се намира или изцяло тук, или изцяло там, или еди къде си. Електронът е едновременно навсякъде, макар че в повечето случаи той „предпочита“ да е в един неголям обем от пространството.
Горното е многократно потвърден експериментален факт, свойство на света, в който живеем. Това е първата и най-важна особеност на квантовата механика: вероятностното описание на микрочастиците
Електронът може да се регистрира само в определена област от пространството, с някаква вероятност да е изцяло там. Даже и да знаем абсолютно всичко за състоянието на електрона, не можем да кажем какъв ще е резултатът от един конкретен експеримент за определяне на неговото местоположение. Можем само да предскажем към какво разпределение на вероятностите ще се стремят резултатите при многократно повторение на този експеримент
Това веднага обрича на неуспех всички опити за прилагане на класическата Нютонова механика в случая. Тя се базира на координатите на материална точка или на по-сложни механични системи и на тяхната зависимост от времето – траектория. При микрочастиците понятията „точни координати“ и „траектория“ не съществуват и класическата механика няма с какво да работи. Затова е създаден разделът от физиката „квантова механика“.
Както местоположението на електрона не може да се определи с точност, така е невъзможно и определянето с точност на скоростта му. Ако мерим скоростта на електрона чрез някакъв прибор, то ще получаваме различни стойности при всяко повторение на опита. Принципно е невъзможно да се предскаже каква скорост ще се измери при експеримента.

## Математически основи на квантовата механика
Строгото математическо описание на квантовата механика е направено от Пол Дирак и Джон фон Нойман и се основава на Хилбертовите пространства и действащите в тях оператори. Възможните състояния на изолирана квантово-механична система се описват с вектори в това пространство, наречени „вектори на състоянието“. На наблюдаемите физични величини съответстват определени ермитови оператори в това пространство. На резултатите от измерванията на тези величини отговарят средните значения на тези оператори по зададен вектор на състоянието. Еволюцията на квантовата система във времето се определя от оператора на еволюцията, а той от своя страна, се изразява чрез хамилтониана на системата.
В някои случаи, структурата на това пространство и действащите в него оператори изглежда по-просто не в абстрактния си вид, а в някакво представяне. Курсовете по квантова механика стандартно започват с координатно представяне, при което вместо вектор на състоянието се използва неговата проекция по базиса на координатното представяне, тоест, вълновата функция. Уравнението на еволюцията във времето в този случай се изразява чрез диференциално уравнение с частни производни, наречено Уравнение на Шрьодингер:
{\displaystyle i\hbar {\frac {\partial }{\partial t}}\Psi (\mathbf {r} ,t)={\hat {H}}\Psi (\mathbf {r} ,t)}
Трябва да се подчертае, че колкото и тежък да изглежда този начин на представяне, до настоящия момент той единствено дава резултати в съответствие с експериментално получените. Това също така предполага, че еволюцията на квантовата система е марковски процес, а броят на частиците постоянен. Тези положения позволяват създаването на подходящ математически апарат за описване на широк спектър от приложения в квантовата механика на хамилтонианови системи в чист вид. По-нататъшното развитие на този апарат е квантовата теория на полето, който обикновено се описва от квантови процеси с променлив брой на частиците. За описанието на състоянието на отворени, нехамилтонианови и дисипативни квантови системи, се използва матрица на плътността, а за описание на развитието на тези системи се използва уравнението на Линдблад.
Вероятностният характер на квантовата механика произтича от действието на измерването. Това е един от най-трудните за разбиране аспекти на квантовите системи. Това е и централна тема в известните дебати между Бор и Айнщайн, в която двамата учени се опитват да изяснят тези основни принципи чрез мисловни експерименти. Основната идея е, че когато една квантова система взаимодейства с измервателната апаратура, техните съответни вълнови функции се „оплитат“, така че първоначалната квантова система престава да съществува като независима единица.
Като цяло, квантовата механика не приписва определени стойности. Вместо това прави прогнози с помощта на разпределение на вероятностите, което означава, че описва вероятността за получаване на възможните резултати от наблюдаваните измервания. Често тези резултати са отместени или изкривени по много причини, като например плътните облаци на вероятността. Облаците на вероятността са също приближения, но по-добри от модела на Бор, мястото на електрона се дава с функция на вероятността.
Вълновите функции се променят с течение на времето. Уравнението на Шрьодингер описва тази промяна и играе роля, подобна на втория закон на Нютон в класическата механика. Уравнението на Шрьодингер, приложено към свободна частица прогнозира, че центърът на вълновия пакет ще се движи през пространството с постоянна скорост (като класическа частица, когато върху нея не действат никакви сили). Въпреки това, с течение на времето вълновият пакет се разпространява по-широко, което означава, че позицията му става все по-несигурна.
Някои вълнови функции произвеждат вероятностни разпределения, които са постоянни, независими от времето – например, когато в стационарно състояние на постоянна енергия, времето изчезва в абсолютния квадрат на вълновата функция. Много системи, които са описвани като динамични в класическата механика се описват със „статични“ вълнови функции.

## Философски интерпретации и последици
От самото си основаване, много контра-интуитивни аспекти и резултати от квантовата механика предизвикват силни философски дебати и много тълкувания. Дори и за фундаментални въпроси, като например основните правила на Макс Борн относно вероятностните амплитуди и вероятностните разпределения са необходими десетилетия, за да бъдат оценени от обществото и много водещи учени. Всъщност известният физик Ричард Файнман веднъж казва: „Мисля, че спокойно мога да кажа, че никой не разбира квантовата механика.“
Копенхагенската интерпретация се дължи до голяма степен на датския физик теоретик Нилс Бор – остава формализмът на квантовата механика, който е най-широко приет сред физиците, около 75 години след неговото създаване. Според това тълкуване, вероятностният характер на квантовата механика не е временно явление, което в крайна сметка да бъде заменено от детерминистична теория, а вместо това трябва да се счита за окончателен отказ от класическата идея за „причинно-следствена връзка“. Смята се също така, че всяко добре дефинирано приложение на формализма на квантовата механика трябва винаги да се позовава на експерименталните условия, което се дължи на принципа на допълнителността и естеството на доказателствата, получени при различни експериментални ситуации.
Алберт Айнщайн, самият той считан за един от основателите на квантовата теория, не харесва тази загуба на детерминизъм в измерването. Айнщайн приема, че трябва да има местна скрита променлива теория в основата на квантовата механика и следователно, че настоящата теория е непълна. Той прави серии от възражения на теорията, най-известното от които е парадоксът на Айнщайн-Подолски-Розен. Експериментите, които са извършени, потвърждават точността на квантовата механика, като по този начин се демонстрира, че физическият свят не може да се опише с местна реалистична теория. Дебатите Бор-Айнщайн осигуряват жизнена критика на Копенхагенската интерпретация от епистемологична гледна точка.
Интерпретацията на Еверет за многото светове е формулирана през 1956 г. Тя предполага, че всички възможности, описани от квантовата теория, възникнат едновременно в мултивселената, съставена предимно от независими паралелни вселени. Това не се постига чрез въвеждането на някои нови аксиоми към квантовата механика, а напротив, чрез премахване на аксиома на колапса на вълновия пакет. Всички възможни последователни състояния на измерената система и измервателната апаратура (включително наблюдател) са осъществени в реални физически, не само формално математически и други интерпретации – квантова суперпозиция. Такава суперпозиция на последователни комбинации на състоянието на различните системи се нарича квантово заплитане. Докато мултивселената е детерминистична, ние възприемаме недетерминистичното поведение, управлявано от вероятности, защото можем да наблюдаваме само Вселената. Тълкуването на Еверет е напълно съвместимо с експериментите на Джон Бел и ги прави интуитивно разбираеми. Въпреки това, според теорията на квантовата декохерентност тези „паралелни вселени“ никога няма да бъдат достъпни за нас. Недостъпността им може да се разбира по следния начин: веднъж след като измерването бъде направено, измерената система е заплетена както с физика, който прави измерването, така и с огромен брой други частици, някои от които са фотони, които летят със скоростта на светлината към другия край на Вселената. За да се докаже, че вълновата функция не претърпява колапс, ще трябва всички тези частици да се върнат обратно и да бъдат измерени отново, заедно със системата, която е била измерена първоначално. Това е не само напълно непрактично, но дори и да е теоретично възможно, ще унищожи всяко доказателство, че оригиналното измерване е било осъществено, включително паметта на човека.
Други интерпретации са:
- със скритите променливи;
- за динамичния колапс;
- за последователните истории;
- за квантовото бейсианство;
- релационна интерпретация

## Приложение
Квантовата механика постига голям успех при обясняването на много от характеристиките на вселената. Това често е единствената теория, която може да разкрие индивидуалното поведение на субатомни частици, които съставят всички форми на материята (електрони, протони, неутрони, фотони). Квантовата механика оказва силно влияние на Струнната теория, която е кандидат за теория на всичко.
Квантовата механика е особено важна за разбирането на начина, по който отделните атоми се свързват чрез ковалентна връзка, образувайки молекули. Прилагането на квантовата механика към химията се нарича квантова химия. Квантовата механика, също така, може да предостави количествено прозрение в процесите на йонно и ковалентно свързване като изрично посочва молекулите, които са енергетически благоприятни. Повечето от изчисленията в съвременната изчислителна химия разчитат на квантовата механика.
В много отношения съвременните технологии работят на мащаб, при който квантовите ефекти са значителни.

### Електроника
Много от съвременните електронни устройства са проектирани така, че да се възползват от квантовите ефекти. Такива са лазерът, транзисторът (оттук и интегралната схема), електронният микроскоп и магнитно-резонансната томография. Изучаването на полупроводниците довежда до изобретяването на диода и транзистора, които днес са незаменими части от електронните системи, компютрите и телекомуникационните устройства. Светодиодите представляват високоефективни източници на светлина.
Много електронни устройства работят чрез тунелен преход. Той съществува дори при простите ключове за осветление. Ключът не би работил, ако електроните не бяха подвластни на тунелния преход през слоя оксидация върху контактната повърхност на метала. Флаш-паметта, намираща се в USB флаш устройствата, използва квантов тунелен преход за изтриване на съдържанието в клетките с памет. Някои устройства с отрицателно диференциално съпротивление също използват този ефект. Волт-амперната характеристика в този случай може да бъде разбрано само с помощта на квантовата механика.

### Криптография
Към момента учените търсят надеждни методи за директно манипулиране на квантовите състояния. Полагат се усилия за развиване на квантовата криптография, която на теория би позволила гарантирано сигурен пренос на информация.
Присъщо предимство на квантовата криптография, в сравнение с класическата криптография, е засичането на пасивно подслушване. Това е естествен резултат от поведението на квантовите битове – поради Ефекта на наблюдателя, ако бит в суперпозиция се наблюдава/подслушва, състоянието му ще премине от суперпозиция в собствено. Тъй като получателят очаква да получи бит в състояние на суперпозиция, това ще означава, че комуникацията е била компрометирана.

### Квантови изчисления
Друга цел е разработване на квантовите компютри, за които се очаква да извършват определени изчислителни задачи многократно по-бързо от класически компютри. Вместо да използват класически битове, квантовите компютри използват кюбити, които могат да са в състояние на суперпозиция. Квантовите програмисти могат да манипулират тази суперпозиция, за да решават задачи, които класическите компютри не биха могли да решат лесно, като например търсене в несортирани бази данни или факторизация на цели числа. От IBM твърдят, че развиването на квантовите изчисления би довело до прогрес в медицината, логистиката, финансовите услуги, изкуствения интелект и интернет сигурността.
Друга тема на изследване е квантовата телепортация, която се занимава с техники за пренос на квантова информация на произволно голямо разстояние.

### Едромащабни квантови ефекти
Докато квантовата механика се отнася главно за малкия мащаб на атомите, материя и енергията, някои системи проявяват квантови ефекти в голям мащаб. Свръхфлуидността (протичането на течност без триене при температури близо до абсолютната нула) е пример за това. Свръхпроводимостта (протичането без триене на газ от електрони в проводим материал) също е тясно свързана с квантовата механика при достатъчно ниска температура.

### Квантова теория
Квантовата теория предоставя точни описания за много дотогава необясними явления, като например излъчването на идеално черно тяло и стабилността на електронните орбитали в атомите. Тя е изяснила работата на различни биологични системи, включително рецепторите за обоняние и структурата на протеините. Скорошни изследвания върху фотосинтезата сочат, че квантовата теория играе важна роля в този фундаментален процес за много растения и организми. Все пак, класическата физика често може да даде добри приближения на резултатите, особено когато е замесен голям брой частици или големи квантови числа.